# Hel·leborina de fulles amples
L'hel·leborina de fulles amples (Epipactis helleborine) és una espècie d'orquídies terrestres, del gènere Epipactis de la subfamília Epidendroideae, de la tribu Neottieae de la família Orchidaceae.